# Heinrich Haberl
Heinrich Haberl (* 7. August 1938 in Wien) ist ein österreichischer Politiker (SPÖ). Von 1973 bis 1983 war er Abgeordneter zum Wiener Landtag und Mitglied des Wiener Gemeinderates.

## Leben
In Wien geboren erlernte Haberl nach Besuch der Pflichtschule den Beruf des Elektrikers und arbeitete bei den Österreichischen Bundesbahnen, wo er als Gewerkschaftsfunktionär tätig war. Vom 21. Oktober 1973 bis 24. April 1983 war Haberl für die SPÖ in der 11. und 12. Wahlperiode Abgeordneter zum Wiener Landtag und Mitglied des Wiener Gemeinderates. Am 1. Juni 1983 folgte er Hans Lackner in das Amt des Bezirksvorstehers von Liesing nach und übte dieses bis zur Ablöse durch Johann Wimmer am 15. Dezember 1988 aus.

## Ehrungen
- 1986: Goldenes Ehrenzeichen für Verdienste um das Land Wien[4]